# مانادو
مانادو (اندونزیایی: Manado) شهری در استان سولاوسی شمالی کشور اندونزی است. جمعیت این شهر بر اساس سرشماری سال ۱۹۹۰ میلادی، ۲۷۵٫۲۱۴ نفر و بر اساس سرشماری سال ۲۰۰۰ میلادی، ۳۸۸٫۰۰۸ بوده که در سال ۲۰۰۷ میلادی به ۴۷۹٫۷۱۵ نفر افزایش یافته‌است.